# Harry Simoneaux
Pour les articles homonymes, voir Simoneaux.
Harry Simoneaux, né vers 1933,  est un saxophoniste de Louisiane. Il est un des représentants Cajuns de la musique "swamp pop" proche du genre musical Zydeco.
Harry Simoneaux fut musicien de Rhythm and blues de La Nouvelle-Orléans dans les années 1950 dans le Riff Raffs band de lafayette.

## Biographie
En 1943, son père, postier, lui offre un violon, mais aucune personne à des kilomètres à la ronde ne peut lui enseigner cet instrument et quelque temps après, ils revendent le violon. Un peu plus tard, son père, revenant de La Nouvelle-Orléans, lui rapporte un saxophone qui ne le quittera plus jamais. Il rejoint alors un groupe musical de son école. Deux ans plus tard, son père le conduit à Houma pour suivre des cours de musique avec un professeur. La même année, son père créé un groupe de musique les "Blue Heaven Boys"  composé de son fils et de copains âgés de 11 à 13 ans, comprenant un saxo, une trompette, une guitare et un drum. Quelques années plus tard, le groupe éclate et harry Simoneaux joue dans divers groupe musicaux, notamment de bebop. Quand il séjourne dans la région Acadiane, il est envouté par l'accordéon qu'il utilisera dorénavant dans ses groupes musicaux.
En 1953, Harry Simoneaux enregistre un premier succès, "Dans le cœur de la ville" qu'il enregistre avec Eddie Shuler au Lac Charles.
En 1996, il enregistre une compilation de swamp pop, avec le pianiste Roy Perkins, Bobby Page et Scatman Patin. Le swamp pop est apparu au cours des années 1950. Il est la rencontre de plusieurs genres musicaux, notamment le traditionnel "Louisiana slow ballad" joué par les Cajuns et le rhythm and blues de La Nouvelle-Orléans. Le saxophoniste de swamp pop, Harry Simoneaux, donne une définition de cette musique hybride, le swamp pop : "moitié Domino et moitié fais do-do", c'est-à-dire moitié Fats Domino (rhythm and blues, rock et boogie-woogie) et moitié Fais dodo (chanson en français cadien animant les bals des Franco-louisianais cadiens et cajuns).
Une route porte son nom à Maurepas en Louisiane.

## Discographie
- 1995 : L'Amour ou la folie
- 1999 : Cajunization
- 2001 : She Walks By All Dressed In White